# Thibaud Verlinden
Thibaud Christa Philippe Verlinden (* 9. Juli 1999 in Brüssel) ist ein belgischer Fußballprofi, der als Flügelspieler für K Beerschot VA spielt.

## Karriere

### Stoke City
Verlinden wurde in Brüssel geboren und begann seine Karriere in den Jugendmannschaften von Club Brugge und Standard Lüttich. Im Sommer 2015 wechselte er für eine Ablösesumme von 40.000 Euro von Standard Lüttich zum englischen Verein Stoke City. Sein Profidebüt gab er am 23. August 2017 beim 4:0-Sieg im EFL Cup gegen Rochdale. Im Januar 2018 wechselte Verlinden auf Leihbasis bis zum Ende der Saison 2017/18 zum damaligen Zweitligisten FC St. Pauli. Er hatte bereits an zwei Trainingslagern des Vereins teilgenommen. Er kam während seiner Ausleihezeit lediglich zu zwei Einsätzen für die zweite Mannschaft des FC St. Pauli in der Regionalliga Nord.
Verlinden gab sein Ligadebüt für Stoke am 16. März 2019 bei einem 0:0-Unentschieden gegen Reading FC. Am 2. September 2019 wechselte Verlinden auf Leihbasis bis Januar 2020 zu den Bolton Wanderers in die League One. Er gab sein Debüt am 14. September 2019, startete gegen Rotherham United und erzielte in der vierten Minute ein Tor, um Bolton in Führung zu bringen. Rotherham gewann jedoch mit 6:1. Am Ende seiner Leihfrist entschied sich Stoke, Verlinden zurückzuholen. Nach seiner Rückkehr nach Stoke bestritt er einige Meisterschaftsspiele von der Bank aus, bis er sich am 12. Februar 2020 eine Verletzung des vorderen Kreuzbandes zuzog, die ihn für den Rest der Saison 2019–20 ausschloss. Nachdem Verlinden in den Jahren 2020–21 wieder fit war, konnte er sich nicht in Michael O’Neills Team durchsetzen und erklärte im Dezember 2020, dass er den Verein verlassen wolle, um regelmäßig in einer ersten Mannschaft zu spielen.

### Fortuna Sittard
Thibaud Verlinden wechselte im Januar 2021 zum niederländischen Eredivisie-Klub Fortuna Sittard.

### Dunajská Streda
Am 3. September 2021 unterzeichnete er einen Vertrag mit DAC Dunajská Streda. Seine Zeit dort betrug ein Jahr.

## Privates
Sein Vater Dany Verlinden spielte Profifußball für den FC Brügge und Lierse SK.